# Boldog Helena Maria Stollenwerk
Helena Maria Stollenwerk (Rollesbroich, 1852. november 28. – Steyl, 1900. február 3.) boldoggá avatott római katolikus apáca a Szentlélek Szolgálói Missziós Nővérek társalapítója.

## Élete
Helena Maria Stollenwerk 1852. november 28-án született Rollesbroichban, a porosz Rajnai Tartományban. Már gyerekkorától kezdve érdekelték a missziók, sokszor olvasott a  missziókról szóló folyóiratokat, különösen érdekelték a kínai missziók. Álma az volt, hogy elviszi a hit kincsét Kínába. 
1882-ben ismerkedett össze Szent Arnold Janssennel, az Isteni Ige Társaságának alapítójával, amikor is elkezdett dolgozni a verbiták steyli missziósházának konyháján. Társalapítóként, Boldog Josepha Hendrina Stenmannssal vett részt a Szentlélek Szolgálói Missziós Nővérek létrehozásában 1889-ben. Ebben a rendben szolgált 1898-ig, amikor is átlépett a Szentlélek Szolgálói Örökimádó Nővérek közé. 1990. február 3-án hunyt el meningitisz következtében.
Boldoggá avatási eljárása 1950-ben kezdődött el, a boldoggá avatáshoz szükséges csodát 1962-ben fogadta el az illetékes egyházi hatóság. II. János Pál pápa avatta boldoggá 1995. május 17-én.